# حسين المهدي (قاضي)
القاضي حسين بن محمد المهدي قاض شرعي يمني، وهو عضو في المحكمة العليا للجمهورية اليمنية.

## أعماله
- صيد الأفكار في الأدب والأخلاق والحكم والأمثال
- الشورى في الشريعة الإسلامية
- خلاصة الكلام في تفسير آيات الأحكام